# Juan José Jayo
Juan José Jayo Legario (Lima, 20 gennaio 1973) è un ex calciatore peruviano, di ruolo centrocampista.